# Léon Grosse
Pour les articles homonymes, voir Grosse.
 (février 2024).
Léon Grosse Entreprise Générale est une entreprise française de bâtiment et travaux publics (BTP). Avec un chiffre d’affaires consolidé de 832 M€ en 2018 et près de 2300 collaborateurs répartis en France métropolitaine et dans les DOM-TOM. Léon Grosse est le 12e groupe de BTP en France.
Créé en 1881 par Léon Grosse à Aix-les-Bains (Savoie), le groupe a notamment réalisé le centre de détention de Papeari (Polynésie Française), le stade Jean-Bouin à Paris, le satellite S4 de l’aéroport Roissy-CDG, la salle Pleyel, la tour du Parlement européen de Strasbourg et la gare TGV d'Aix-en-Provence.

## Histoire
Léon Grosse, né en 1856 et mort en 1941, fonde, avec son cousin Élie Gerlat, en 1881 à Aix-les-Bains, dans le département de la Savoie, une entreprise de plâtrerie-peinture puis de bâtiment. Entre 1884 et 1905 l'entreprise réalise à Aix-les-Bains 54 villas particulières (dont le bâtiment annexe du Chalet Charcot) et plusieurs hôtels de luxe (l'Hôtel des Îles britanniques, l'Hôtel International, l'Hôtel Thermal et le Grand Cercle d'Aix-les-Bains) en lien avec le développement du thermalisme de la ville. En 1901, l'entreprise réalise les établissements hydrothérapiques d'Évian.
En 1901, Léon Grosse acquiert la concession pour le sud-est de la France du procédé Hennebique de béton armé, ce qui lui assure une large avance sur sa concurrence et permet le développement de son activité dans les travaux publics : ponts (Notre-Dame-de-Briançon, Césarches, celui de la Balme sur le Rhône, réalisé en 1910 et 1914 de 95 m, testé avec des modèles réduits), des barrages (notamment sur le Fier) et des usines hydroélectriques.
Première entreprise de BTP de Savoie et Haute-Savoie, Léon Grosse dispose en 1914 de ses propres carrières, bétonnières et même d'une scierie. Pour assurer le financement de son activité, le propriétaire s'investit également dans la Banque de Savoie, où il devient membre du Conseil d'administration.
Devenue une société anonyme (1920), l'entreprise participe à la reconstruction de Reims, et s'installe à Paris (1925), où elle réalise la salle Pleyel. Elle participe également à la construction de la ligne Maginot à Neuf-Brisach. Le fils de Léon Grosse, Jean Grosse (1893-1977) refuse de participer au Mur de l'Atlantique, ce qui nuit à l'activité de l'entreprise, qui profite ensuite de la reconstruction à partir de 1944 puis de la construction des grands magasins et des supermarchés, avec notamment la construction de Cap 3000. Léon Grosse construit également l'Anneau de vitesse de Grenoble et la Maison de la Culture de Grenoble.
Léon Grosse (1925-2014) entre dans l'entreprise en 1950, devient directeur de l'agence de Paris en 1957 et président dix ans plus tard, au retrait de son père. Sous sa présidence l'entreprise réalise ses plus grands ouvrages et bâtiments et ouvre de nombreuses agences partout en France (Montpellier, Brétigny, Gueugnon, Nantes...), y compris par acquisitions. 33 sites existent en 2016, tous en France. Léon Grosse construit notamment la tour du Parlement européen de Strasbourg (1998), la piste de bobsleigh, luge et skeleton de La Plagne (1992) et la couverture de la gare de Lyon-Saint-Exupéry TGV (1992), ainsi que le Zénith de Saint-Étienne.
Descendant du fondateur, Bertrand Grosse (1959-), est devenu président du directoire en 2015. Formé à EPFL, il a travaillé dans une filiale de Fougerolle deux ans avant de rejoindre le groupe familial, où il conduit des travaux pour les agences d'Annecy, de Nice, de Lyon, puis devient le directeur régional Rhône-Alpes PACA en 1999, et directeur général adjoint de l’entreprise en 2003. Directeur général en 2006, il est nommé le 23 avril 2015 par le conseil de surveillance à la présidence du Conseil d'administration.
A compter du 1er janvier 2019, Lionel Christolomme est nommé à la Présidence du Directoire du Groupe Léon Grosse. Il succède à Bertrand Grosse, nommé au Conseil de Surveillance. Fidèle au plan stratégique "Ambition 2020", le Groupe poursuit ainsi sa transformation et accélère sa diversification.
En 2023, l'entreprise rachète Kyotec, façadier traditionnel, puis Techniwood, spécialisé dans les murs de façades en bois.

## Activités
- Entreprise générale
- Conception réalisation
- Promotion immobilière
- Gros Œuvre, Corps d'État Bâtiment
- Ingénierie Grands Projets
- Rénovation
- TP Ouvrages d'art
- Génie Civil Nucléaire
- Patrimoine
- Réhabilitation de logements en site occupé
- Façades
- Photovoltaïque
- Chaufferie Biomasse

## Principales réalisations
L'entreprise a réalisé la rénovation et l’agrandissement du stade Geoffroy-Guichard à Saint-Etienne, la rénovation du Musée de l’Homme à Paris, la construction de la nouvelle gare RER de Nanterre-Université ou encore du centre national d’entraînement pour le compte de la Fédération Française de Tennis[réf. nécessaire].
Autres réalisations :
- Rénovation du Stade départemental Yves-du-Manoir (2021-2023)
- Rénovation et agrandissement de la gare de Rennes en 2019
- Rénovation du Centre Commercial Parly 2 au Chesnay (2018)[9]
- Ynfluences Square, 8 bâtiments à Lyon Confluence (2017)[10]
- Ecole Supérieure des Beaux-Arts à Nantes (2017)[11]
- Centre de détention Tatutu de Papeari en Polynésie française (2017)[3]
- Bureaux du Parc du Millénaire 3 et 4 à Paris (2016)[12]
- Rénovation du Musée de l'Homme à Paris (2016)[13]
- Stade Jean-Bouin à Paris (2013)[4]
- Satellite 4 de l'aéroport de Paris-Charles-de-Gaulle (2012)[4]
- Rénovation et agrandissement du stade Geoffroy-Guichard (2011-2014)
- Centre culturel Grammont de Rouen (2010)
- Réhabilitation du Silo d'Arenc à Marseille en salle de spectacle à vocation culturelle (2010)
- École internationale de Manosque - Projet ITER (2010)
- Pôle de Santé à Manosque (2009)
- Siège d'IBM à Bois-Colombes (2009)
- Le Phare - Chambéry Métropole (2008)
- Zénith de Saint-Étienne (2008)
- Quatre établissements pénitentiaires pour mineurs : Lavaur (Tarn), Porcheville (Yvelines), Orvault (Loire-Atlantique) et Marseille (Bouches-du-Rhône) (2004-2007}[14]
- Pont autoroutier de Rive-de-Gier (Renonciation du viaduc) (2006)
- Le Pavillon Noir - centre chorégraphique d'Aix-en-Provence (2005)
- Tour de contrôle Nord de l'aéroport de Paris-Charles-de-Gaulle (2004)
- Gare d'Aix-en-Provence TGV (2001)
- Pont à haubans de Beaucaire-Tarascon (2000)
- Tour du Parlement européen de Strasbourg (1998)[4]
- Rénovation du Muséum national d'histoire naturelle (1995)
- Piste de bobsleigh, luge et skeleton de La Plagne (1992)
- Pont de Bourgogne (Châlons-sur-Saône, 1992)[4]
- Couverture de la gare de Lyon-Saint-Exupéry TGV (1992)[4]
- Tour Super-Italie, 5e plus haute de Paris (1974).

## Chiffres
En 2023, le Groupe a réalisé 942 M€ de chiffre d’affaires et compte 2 651 collaborateurs.
Avec un chiffre d’affaires de 832 M€ en 2018, la société est indépendante de tout groupe financier et reste la propriété de la famille Grosse à hauteur d'environ 80 %.
En juin 2017, l'entreprise possédait un cours en bourse estimé à 1 200 €, ce qui faisait d'elle la plus importante, au niveau régional, cotée en bourse.
L'entreprise Léon Grosse n'est plus cotée en bourse à partir de janvier 2018.